# Pena de muerte en los Países Bajos
La pena de muerte en los Países Bajos fue abolida en 1870 en el derecho penal después de que los Estados Generales reconocieran que era "cruel e incivilizado". El proyecto de ley fue presentado por el ministro de Justicia liberal-católico Franciscus van Lilaar y debatido tanto en el Senado como en la Cámara de Representantes durante siete días antes de su aprobación. Tras la abolición de la pena de muerte, la cadena perpetua se convirtió en un castigo oficial en 1878.
Unos años después de obtener la independencia en 1815, el Reino de los Países Bajos determinó que la pena de muerte podía ejecutarse mediante decapitación. Entre 1945 y 1952, varios criminales de guerra de la Segunda Guerra Mundial fueron condenados a muerte por el Bijzonder Gerechtshof (Corte Especial de Justicia) por traición al Estado de los Países Bajos y deportación de judíos holandeses. Las últimas personas en ser ejecutadas bajo la ley militar fueron los oficiales de las SS Andries Jan Pieters y Artur Albrecht en marzo de 1952. La pena capital siguió siendo una opción militar legal hasta 1983, cuando fue explícitamente prohibida en la Constitución de los Países Bajos. En 1991, todas las referencias a la pena de muerte fueron eliminadas de la legislación holandesa. 
En la actualidad, los Países Bajos aplican una política clara contra la pena capital y no participan en la extradición si el sospechoso tiene posibilidades de recibir la pena de muerte. [cita requerida]

## Constitución
- El artículo 114 de la Constitución (holandés: Grondwet) prohíbe condenar a alguien a muerte. La disposición exacta en el holandés original, De doodstraf kan niet worden opgelegd, se traduce como "No se puede imponer la pena de muerte".[2] Esto significa que, como resultado, la pena de muerte no existe en los Países Bajos. También significa que la pena de muerte no puede agregarse a artículos de leyes futuros o existentes. Eso entraría en conflicto con la Ley de la Constitución holandesa.

## Pena de muerte hoy
El Partido Político Reformado (en neerlandés: Staatkundig Gereformeerde Partij, SGP), un partido de la derecha cristiana, apoya la reintroducción de la pena de muerte en los Países Bajos. Ellos basan esto en la Biblia, específicamente en Génesis 9:6, "El que derramare sangre de hombre, por el hombre su sangre será derramada; porque a imagen de Dios es hecho el hombre", y Éxodo 21:12, "El que hiriere a un hombre, si muere, ciertamente se le dará muerte". 

## Último hombre y mujer ejecutados en los Países Bajos
| Persona ejecutada                    | Fecha de ejecución  | Delito(s)                                                                                               | Por               | Lugar             | Método                  |
| ------------------------------------ | ------------------- | --- | ----------------- | ----------------- | ----------------------- |
| Ans van Dijk                         | 14 de enero de 1948 | Traición de 700 judíos escondidos durante la Segunda Guerra Mundial. Colaboró con el Sicherheitsdienst. | Tribunal Especial | Fort Bijlmer      | Pelotón de fusilamiento |
| Artur Albrecht y Andries Jan Pieters | 21 de marzo de 1952 | Comandante de las SS; torturas y ejecuciones.                                                           | Tribunal Especial | Waalsdorpervlakte | Pelotón de fusilamiento |